# Diocesi di Albule
La diocesi di Albule (in latino: Dioecesis Albulensis) è una sede soppressa e sede titolare della Chiesa cattolica.

## Storia
Albule, identificabile con Aïn Témouchent nell'odierna Algeria, è un'antica sede episcopale della provincia romana della Mauritania Cesariense.
Unico vescovo conosciuto di questa diocesi africana è Tacano, il cui nome appare al 79º posto nella lista dei vescovi della Mauritania Cesariense convocati a Cartagine dal re vandalo Unerico nel 484; Tacano, come tutti gli altri vescovi cattolici africani, fu condannato all'esilio.
Dal 1933 Albule è annoverata tra le sedi vescovili titolari della Chiesa cattolica; dal 23 settembre 2013 il vescovo titolare è Marco Eugênio Galrão Leite de Almeida, vescovo ausiliare di San Salvador di Bahia.

## Cronotassi

### Vescovi residenti
- Tacano † (menzionato nel 484)

### Vescovi titolari
- Percival Caza † (11 agosto 1948 - 22 settembre 1966 succeduto vescovo di Valleyfield)
- Edward Daniel Howard † (9 dicembre 1966 - 2 gennaio 1983 deceduto)
- Vicente Credo Manuel, S.V.D. † (17 marzo 1983 - 18 agosto 2007 deceduto)
- João Carlos Seneme, C.S.S. (17 ottobre 2007 - 26 giugno 2013 nominato vescovo di Toledo)
- Marco Eugênio Galrão Leite de Almeida, dal 25 settembre 2013